# Průtoková cytometrie
Buněčná separace založená na principu průtokové cytometrie (flow sorting) je rychlá a efektivní metoda sloužící k separaci částic splňujících určitá kritéria z heterogenní populace. Průtokové třídění je také známo jako FACS (z anglického Fluorescence-Activated Cell Sorting). K identifikaci částic se využívá principu průtokového cytometru.

## Využití
Třídění se využívá k izolaci specifické subpopulace z heterogenní populace, jako třídicí kritérium může sloužit jakýkoliv znak či jejich kombinace měřitelná průtokovým cytometrem. Třídič lze uplatnit k separaci buněk různého původu (savčí buňky, kvasinky, bakterie či plankton), ale také buněčných organel (Golgiho komplex, chromosomy), oddělovat lze také umělé částice.
Buňky mohou být po třídění podrobeny nejrůznějším testům (analýza fenotypové subpopulaci bunek pomocí microarray, sorting chromozomu, genetické, morfologické testy a testy toxicity) nebo transplantovány laboratorním zvířatům či lidským pacientům, a to jak pro výzkumné, tak i pro terapeutické účely. Průtokové třídění umožňuje izolovat velké množství lidských či rostlinných chromosomů, proto šlo také o neocenitelný nástroj během projektu sekvenování lidského genomu.

### Imunologie
Bazotest je rutinně používaným diagnostickým testem v alergologii. Funguje na principu detekce aktivovaných bazofilních granulocytů ze vzorku krve pacienta, k níž byl přidán příslušný testovaný alergenu. Bazofilní granulocyty mají na svém povrchu receptor pro IgE protilátky. Pokud se antigen (alergen) naváže na specifickou protilátku, dojde k aktivaci a degranulaci bazofilu. Do okolí se vylijí prozánětlivé látky jako histamin a na povrchu degranulovného granulocytu se objeví molekula CD63, která se na povrchu neaktivního bazofilu nenacházela. Značením CD63 a následnou detekcí a kvantifikací pozitivní populace bazofilů lze prokázat senzitivitu pacienta na daný alergen.
Krev na test je odebírána do zkumavky s heparinem. Bazofily z takto odebrané plné krve jsou 15-25 minut stimulovány podezřelým alergenem. Ke stimulaci se používají komerčně dostupné alergeny. Následně je potřeba stále probíhající degranulaci zastavit a CD63 na aktivnovaných bazofilů označit. V takto připraveném vzorku cytometricky měříme poměr aktivovaných bazofilů.
Jedná se o alternativu ke klasickému kožnímu prick testu. Výhodou bazotestu je, že výsledku lze dosáhnout za 2-3 hodiny a vyjma samotného odběru krve nezpůsobuje pacientovi žádný diskomfort.
Touto metodou lze diagnostikovat různé druhy senzitivity: potravinové, lékové, alergie na bodnutí blanokřídlého hmyzu (včely, vosy) i jiné. V případě léčiv je však možné testovat jen primární léčivo, nikoliv metabolity, které vznikají v těle při jeho odbourání.

### Hematologie
Průtoková cytometrie dokáže velice citlivě a efektivně rozlišit myeloidní a lymfoidní leukémie. Během hematopoézy dochází k postupnému rozdělování buněk do příslušných linií a každou fázi toho procesu mají buňky na svém povrchu charakteristické CD molekuly. Na základě sledování vhodné kombinace těchto molekul můžeme určit původ a charakter onemocnění, což je klíčové pro správnou terapii.
V nenádorové hematologii se průtoková cytometrie nejčastěji používá pro diagnostiku genetických poruch krevních buněk a krvetvorby. Příkladem může být vzácná, avšak vážná choroba paroxysmální noční hemoglobinurie. Využití však nachází i v diagnostice septických stavů a kvantitativní i kvalitativní analýze trombocytů.
Důležitá je diagnostika v transplantační hematologii. Rejekce štěpu je vážnou komplikací při transplantacích orgánů. Ačkoliv jsou do procesu zapojené i protilátky proti HLA a B-buňky, hlavní úlohu hrají T-lymfocyty. Právě v monitorování imunitní odpovědi příjemce orgánu hraje průtoková cytometrie důležitou roli.

### Reprodukční medicína
Cytometricky lze charakterizovat kvalitu spermatu. Toho využíváme nejen v humánní, ale i veterinární medicíně. Vyjma absolutního počtu spermií cytometr umožňuje sledovat zároveň několik kvalitativních parametrů, včetně markerů poukazujících na viabilitu, integritu DNA a chromatinu, stav mitochondrií a integritu akrozomu.

## Historie
První průtokový třídič sestrojil Mack Fulwyler roku 1965, tento přístroj pracoval na principu elektrostatického vychýlení elektricky nabitých částic, vyvinul jej Richard Sweet pro elektrostatickou inkoustovou tiskárnu.

## Typy sorterů
Na základě způsobu, jakým fungují, se třídiče dají rozdělit do dvou skupin, elektrostatické kapénkové a fluidní switch sorter.

## Elektrostatický kapénkový třídič
Elektrostatický kapénkový třídič (anglicky electrostatic droplet sorter) využívá princip zahrnující elektrostatické vychýlení nabité kapky. Při třídění touto metodou proces třídění probíhá v nedokonale uzavřeném systému, kdy jsou buňky vstříknuty do vzduchu v proudu nosné kapaliny. Proud kapaliny ve vzduchu se rozpadá na kapénky, k rozbití souvislého proudu kapaliny se využívá vibračních vln. Nabité kapénky jsou vychýleny z hlavního proudu směrem k jedné z nabitých desek, tyto kapénky jsou sbírány, zatímco nenabitý hlavní proud směřuje do odpadní nádrže. Při vícecestném třídění je kapénkám přidělován různý náboj, více nabité kapénky se poté vychýlí více a rychleji než méně nabité. Kapénkový třídič má vysokou rychlost separace a vyseparované populace jsou koncentrované, ovšem hrozí u něj biologické riziko a je problém s tříděním větších částic.

## Fluidní switch sorter
Fluidní switch sorter (anglicky fluidic switch sorter) může pracovat na různých principech. Při prvním principu proud nosné kapaliny se vzorkem prochází kanálem, při identifikaci částice splňující požadovaná kritéria je sepnut piezoelektrický ventil a proud s částicí vybočí mimo hlavní proud. Při druhém principu je sběrná trubice pro požadovaný vzorek, která v třídiči normálně jakoby tvoří vedlejší cestu, posunuta do středu toku proudu a v případě detekce požadované částice se vysouvá a zasouvá do proudu kapaliny. Fluidní switch sorter umožňuje třídit i velké částice a nehrozí u něj biologické riziko, ale dochází u něj k většímu naředění vyseparované populace a také je třídicí rychlost menší než u kapénkového přístroje.